# Moretta (maschera)
La moretta (in inglese e francese: vizard / visard) è una maschera ovale di velluto nero, indossata dalle donne in viaggio nel XVI secolo per proteggere la pelle dalle scottature . La moda dell'epoca per le donne benestanti era quella di mantenere la pelle chiara, poiché l'abbronzatura suggeriva che chi fosse abbronzato, lavorava all'aperto ed era quindi povero. 
Alcuni tipi di moretta non erano tenute in volto da una chiusura con lacci o con nastri, ma chi li indossava doveva stringere tra i denti una sorta di perno presente all'interno della maschera , da qui deriva l'altro nome con cui è conosciuta ovvero la muta o la servetta muta; quest'ultimo fu il caso della moretta tipica italiana. A Venezia dove si diffuse tra il XVII e XVIII sec, per esempio,  la moretta si trasformò in un modello senza foro per la bocca; il fatto che la maschera impedisca di parlare era intenzionale, questo permetteva di accrescere ulteriormente il mistero di una donna mascherata.

La pratica di indossare la moretta o il vizard, non incontrò proprio l'approvazione di tutti, come dimostra questo estratto di una polemica contemporanea:
Quando cavalcano all'estero, hanno visiere di velluto... con le quali si coprono tutta la faccia, facendovi dei buchi contro gli occhi, dai quali guardano in modo tale che se un uomo che non conosceva la loro veste prima, dovesse incontrare una di loro, penserebbe di incontrare un mostro o un diavolo: perché in faccia non vede nulla, se non due larghi buchi contro gli occhi, con dentro degli occhiali.

- Phillip Stubbes, Anatomia degli abusi (1583)